# Jung Hae-Mi
Jung Hae-Mi es una deportista surcoreana que compitió en judo. Ganó dos medallas de bronce en el Campeonato Asiático de Judo, en los años 2003 y 2005.

## Palmarés internacional
| Campeonato Asiático | Campeonato Asiático  | Campeonato Asiático | Campeonato Asiático |
| Año                 | Lugar                | Medalla             | Categoría           |
| ------------------- | -------------------- | ------------------- | ------------------- |
| 2003                | Jeju (Corea del Sur) | Medalla de bronce   | –57 kg              |
| 2005                | Taskent (Uzbekistán) | Medalla de bronce   | –57 kg              |